# 雪印北海道バター
雪印北海道バター（ゆきじるしほっかいどうバター）は、雪印メグミルク（旧：雪印乳業）で1925年（大正14年）から発売されているバターで、同社を代表するロングセラー製品である。パッケージデザインを含め、同社の登録商標（第241997号ほか）である。

## 概要
1925年（大正14年）7月25日、雪印乳業の前身である有限責任北海道製酪販売組合の創業と共に製造が開始され、同年8月より道内限定で販売が開始された。発売当初は、木製の樽を使っての製造で、北海道の酪農職人によって手作業で作られた。その後、バター製造は段階的に機械化され、1950年（昭和25年）には食塩を全く使用しない無塩バターも発売された。
「黄色い箱」として長年親しまれているパッケージのデザインは、「雪印」の商標・シンボルマークが制定された1926年（大正15年/昭和元年）以降の製品パッケージから基本的に変わっていない。表面は北海道の地形をバックに赤地で「雪印 バター」、青地で「北海道」と記されている。なお、2025年（令和7年）3月からは創業100周年を記念し、発売当初のデザインを再現した復刻デザインへ切り替わった。
CMではバターを使った料理のレシピを紹介する内容のものがシリーズ化された。キャッチコピーは「味はバターで決まります。」。
日本のバターでは長年に渡ってトップシェアを誇っており、発売開始からおよそ100年経った今でも同社の基幹商品として君臨している。

## 商品ラインナップ（業務用除く）
現在の商品
- 雪印北海道バター（200g）
- 雪印北海道バター 食塩不使用（旧・雪印北海道バター 無塩）（200g）
- 雪印北海道バター 10gに切れてる（100g）
- 雪印北海道バター ミニパック（8g×8個入り）
- SNOW ROYAL コクと香りの雪印北海道バター（100g）[2]

過去の商品
- 雪印ファーメントバター（225g）
- 雪印北海道バター 青缶（200g）
- 雪印北海道バター 摩周（300g）
- 雪印レーズンバター（125g・250g）
- 雪印アップルバター（125g・250g）
- 雪印ファミリアバター（200g）
- 雪印バター ソフトタイプ（150g）
- 雪印北海道バター スノーロイヤルバター（300g）※北海道限定
- 雪印ひとくちレーズン・バター（5g×12個入り）
- 雪印北海道バター 北の大地 摩周・時計台・大雪・美幌峠（150g×2個入り）※北海道限定
- 雪印バターハーフ（180g）
- 雪印北海道バター 無塩（112.5g）
- 雪印発酵バター ミニパック（8g×8個入り）
- 雪印ガーリック&バター（5g×4個入り）
- 雪印北海道バター ホイップ（6g×4個入り）
- SNOW ROYAL コクと香りの雪印北海道バター（6g×4個入り）

## 競合商品
- よつ葉バター（よつ葉乳業）
- 明治北海道バター（明治）
- 森永北海道バター（森永乳業）
- カルピスバター（カルピス）※現在は業務用のみの販売